# Nowe Gronowo
Nowe Gronowo – wieś w Polsce położona w województwie pomorskim, w powiecie człuchowskim, w gminie Debrzno.
Wieś przy trasie linii kolejowej Chojnice-Złotów-Piła, stanowi sołectwo gminy Debrzno.
W latach 1975–1998 miejscowość administracyjnie należała do województwa słupskiego.